# Dryopithecini
Als Dryopithecini wird eine ausgestorbene Tribus in der Überfamilie der Menschenartigen (Hominoidea) bezeichnet. Die Tribus wurde 1939 von William King Gregory und Milo Hellman eingeführt. Aufgrund der geringen Anzahl bislang entdeckter, aussagekräftiger Fossilien ist es umstritten (incertae sedis), ob die Dryopithecini als Tribus der Unterfamilie Homininae innerhalb der Menschenaffen (Hominidae) zuzurechnen sind oder als eigenständige Unterfamilie (Dryopithecinae). Aktuell werden ihre Mitglieder meist nur noch als Stammgruppenvertreter der Menschenaffen betrachtet und damit außerhalb von diesen zu den Hominoidea gerechnet.

## Merkmale
David R. Begun zufolge handelte es sich bei den Arten der Dryopithecini um mittelgroße bis große Primaten, deren Körpergewicht 20 bis 45 kg betrug.
Da aufgrund der bescheidenen Fundlage auch die Verwandtschaftsverhältnisse zwischen den rund 20 bis 10 Millionen Jahre alten, menschenaffenähnlichen Fossilien aus dem Miozän nicht gesichert sind, gibt es bislang auch – abhängig vom jeweiligen Forscher – unterschiedliche Auffassungen über die Anzahl der zugehörigen Arten. 
Beispielsweise ordnete David Begun 2009 die drei Gattungen Dryopithecus, Rudapithecus und Hispanopithecus – vor allem aufgrund ihrer auf vorwiegend frugivore Ernährung verweisenden dünnen Zahnschmelz-Schichten – in der Subtribus Dryopithecina (Gregory und Hellman, 1939) sowie die beiden Gattungen Ouranopithecus und Graecopithecus aufgrund ihres robusteren Kauapparates und extrem dicker Zahnschmelzschichten – in der von ihm neu eingeführten Subtribus Ouranopithecina der Tribus Dryopithecini ein (das heißt, ausschließlich Fossilienfunde aus Europa). Eric Delson hingegen hatte 1977 neben Dryopithecus auch Limnopithecus legetet der Subtribus Dryopithecina und zusätzlich Gigantopithecus der Schwester-Subtribus Gigantopithecina zugeordnet, das heißt, auch Fossilienfunde aus Asien und Afrika. Andere Autoren ordneten zudem Pierolapithecus und Anoiapithecus – zwei weitere Fossilienfunde aus Europa – in die Tribus.

## Belege
1. ↑  William King Gregory und Milo Hellman: The dentition of the extinct South African man-ape Australopithecus (Plesianthropus) transvaalensis Broom. A comparative and phylogenetic study. In: Annals of the Transvaal Museum, Band 19, 1939, S. 339–373.
2. ↑   Isaac Casanovas-Vilara et al.: An updated chronology for the Miocene hominoid radiation in Western Eurasia. Anhang zu: Isaac Casanovas-Vilara et al.: Updated chronology for the Miocene hominoid radiation in Western Eurasia. In: PNAS. Band 108, Nr. 14, 2011, S. 5554–5559, doi: 10.1073/pnas.1018562108, Volltext (PDF; 312 kB).
3. ↑  Terry Harrison: Apes Among the Tangled Branches of Human Origins. In: Science. Band 327, 2010, S. 532–534, doi:10.1126/science.1184703, Volltext.
4. 1 2   David R. Begun: Dryopithecins, de Bonis, and the European origin of the African apes and human clade. In: Geodiversitas, Band 31, Nr. 4, 2009, S. 789–816, Volltext (PDF; 3,0 MB) (Memento vom 11. September 2015 im Internet Archive)
5. ↑  Eric Delson:  Catarrhine phylogeny and classification: Principles, methods and comments. In: Journal of Human Evolution, Band 6, Nr. 5, 1977, S. 433–459, doi:10.1016/S0047-2484(77)80057-2, Volltext (PDF; 393 kB).